# Скумбриевидная ставрида
Скумбриевидная ставрида, или крупнощитковая ставрида, или тунцевидная ставрида, или кордила (лат. Megalaspis cordyla), — вид морских лучепёрых рыб из монотипического рода кордилы семейства ставридовых (Carangidae). Распространены в Индийском океане и западной части Тихого океана. Морские пелагические рыбы. Максимальная длина тела 80 см.

## Таксономия и этимология
Первое научное описание вида было сделано в 1758 году шведским естествоиспытателем Карлом Линнеем (1707—1778). Автор ошибочно приписал нахождение данного вида в Америке. Голотип не назначен. Первоначально вид был описан в составе рода скумбрий (Scomber) семейства скумбриевых под латинским биноменом Scomber cordyla. В 1793 был переописан Маркусом Блохом под латинским названием  Scomber rottleri. В 1851 году Питер Блекер выделил род Megalaspis, поместив туда вид Scomber rottleri. Позднее было признано, что S. rottleri является синонимом S. cordyla. Родовое название происходит от греч. μεγάλος — крупный и греч. ασπίδα — щиток, что отражает наличие в прямой части боковой линии более 50 крупных костных щитков. Видовое название лат. cordyla впервые введено Плинием Старшим в «Естественной истории» для молоди тунцов, мигрирующей на нерест из Средиземного моря в Чёрное.

## Описание
Тело удлинённое, овальной формы, на поперечном сечении почти цилиндрическое, несколько сжато с боков в задней части. Хвостовой стебель короткий, сильно сжат с боков с выраженным килем по обеим сторонам. Рыло и нижняя челюсть заострённые. Окончание верхней челюсти доходит до вертикали, проходящей через центр глаза. Глаза умеренного размера с хорошо выраженным жировым веком, почти полностью закрывающим глаз за исключением вертикальной щели по центру глаза. Нижняя и боковые части груди голые, за исключением участка чешуи треугольной формы, расположенного на расстоянии одной трети расстояния до основания грудных плавников. На первой жаберной дуге 26—32 жаберных тычинок, из них на верхней части 8—11 жаберных тычинок, а на нижней части — 18—22 тычинок. На верхней челюсти мелкие ворсинкообразные зубы, внешние зубы увеличенные. На нижней челюсти мелкие зубы расположены в один ряд. Есть мелкие зубы на сошнике, нёбе и языке. В первом спинном плавнике 8 колючих лучей, а во втором спинной плавнике 1 колючий и 18—20 мягких лучей. Третий и четвёртый мягкие лучи удлинённые. За вторым спинным плавником расположены 7—9 дополнительных плавничков. В анальном плавнике 1 жёсткий и 16—17 мягких лучей. Перед анальным плавником расположены две отдельно сидящие колючки, соединённые между собой перепонкой. За анальным плавниками расположено 8—10 дополнительных плавничков. Грудные плавники длинные, сильно изогнуты (в форме косы); их окончания заходят за начало второго спинного плавника. Хвостовой плавник вильчатый. Боковая линия изгибается вверх в передней части. Переходит в прямую часть на уровне вертикали, проходящей между четвёртым и пятым колючим лучами спинного плавника. В изогнутой части боковой линии 21—28 чешуек; в прямой части — 51—59 крупных костных щитков. Позвонков 24, из них 10 туловищных и 14 хвостовых.
Верхние части головы и тела голубовато-серого цвета, бока тела и брюхо серебристые. На жаберной крышке есть большое пятно чёрного цвета. Спинной и анальный плавники бледные или жёлтые, дистальные края более тёмные. Грудные и брюшные плавники бледные, верхние части более тёмные. Хвостовой плавник тёмный, особенно передний и задний края.
Максимальная длина тела 80 см, обычно до 45 см; масса тела — до 4 кг.

## Биология
У юго-западного побережья Индии самки скумбриевидной ставриды впервые созревают при длине тела от 24 до 25,9 см, а 50 % самок в популяции созревают при длине тела 26,0—27,9 см. Для самцов данные показатели сходные; 50 % самцов в популяции созревают при длине тела 24—27,9 см. Нерестятся один раз в году. Нерестовый сезон растянут с декабря до июня с пиком в мае — июне. Рыбы в возрасте 1 года достигают длины тела 25 см, в возрасте двух лет — 29 см, а трехлетние особи — 32 см. По данным других авторов у западного побережья Индии особи кордил обоего пола впервые созревают при длине тела от 251 до 270 мм. Нерест наблюдается практически круглый год с пиком в мае — августе. Плодовитость самок варьирует от 91854 до 324 292 икринок.

## Ареал
Широко распространены в Индо-Тихоокеанской области от Южной Африки и Мадагаскара, вдоль побережья восточной Африки до Красного моря и Персидского залива и далее на восток до Индии, Пакистана, Шри-Ланка и Юго-Восточной Азии. В западной части Тихого океана встречаются от Японии до Австралии, а также у берегов Палау, Самоа, Новой Каледонии, Тонга и Маршалловых островов.

## Хозяйственное значение
Промысловая рыба. Основной промысел ведётся у берегов центральной части Индо-Тихоокеанской области. Мировые уловы в 2016 году превысили 137 тысяч тон. Больше всех ловят Индонезия, Малайзия, Филиппины и Таиланд. В статистику мировых уловов не включена Индия. 
| Год                   | 2001  | 2002  | 2003  | 2004  | 2005  | 2006  | 2007   | 2008  | 2009  | 2010   | 2011   | 2012  | 2013   | 2014  | 2015   | 2016   |
| Мировые уловы, тыс. т | 76,95 | 82,26 | 85,78 | 82,98 | 84,33 | 99,68 | 101,05 | 93,34 | 101,4 | 112,39 | 110,85 | 97,25 | 103,26 | 108,1 | 124,74 | 137,86 |

Ловят тралами, кошельковыми и закидными неводами, ярусами и удебными орудиями лова. Реализуется в свежем, замороженном, копчёном, солёном и вяленом виде. Идёт на производство консервов.